# Csorba Péter
Csorba Péter (Debrecen, 1953. augusztus 11. –) magyar geográfus, egyetemi tanár, az MTA doktora, a Debreceni Egyetem TTK Tájvédelmi és Környezetföldrajzi Tanszékének professor emeritusa.

## Tudományos munkássága
Fő érdeklődési területe a tájföldrajz, ezen belül kezdetben a tájökológia, később a tájszerkezeti, tájhasználati változások vizsgálata. Kutatásainak mintaterülete többnyire Tokaj-Hegyalja, a Bükkalja, Debrecen környéke és a Tisza menti tájak voltak. Az 1980-as években a Nemzetközi Tájökológiai Társaságban Magyarországot képviselve először foglalkozott a hazai tájakat érő emberi hatáserősség (hemeróbia) leírásával. Elemezte a tájhasználat és az éghajlatváltozás kölcsönhatását, a tájkarakter földrajzi aspektusát, valamint a földrajzi tájakhoz történő érzelmi kötődést, a tájidentitást.

## Közéleti tevékenysége
2002-2016 között a Debreceni Egyetem Tájvédelmi és Környezetföldrajzi Tanszékének vezetője. 2010-2013 között a Földtudományi Intézet igazgatója, 2004-2008 között a Természettudományi és Technológia Kar dékánhelyettese. Mindezek mellett a Tudományegyetemi Karok elnökhelyettese 2010-től 2014-ig, Tanárképzési főigazgató 2013-2014 és a Földtudományok Doktori Iskola vezetője 2013-2023 között. Két ciklusban (2013-16 ill. 2019-22) a Magyar Tudományos Akadémia (MTA) nem akadémikus Közgyűlési képviselője volt, 2014 óta a Debreceni Akadémiai Bizottság Földtudományok Szakbizottságának elnöke, 2020-tól kezdődően pedig az MTA Doktori Tanácsában képviseli a földtudományokat. A Magyar Földrajzi Társaság elnöke volt 2017-2021 között. 2008 óta tagja az Európai Tájegyezmény végrehajtását segítő agrárminisztériumi szakmai bizottságnak.

## Díjak, elismerések
- Alexander von Humboldt-ösztöndíj 1990-92 és 1997 Münster, Németország
- Pro Geographica 1995, Magyar Földrajzi Társaság
- Széchenyi kutatói ösztöndíj 2003-06, MTA
- DAB Plakett, Debreceni Akadémiai Bizottság 2019
- Pro Facultate Debreceni Egyetem TTK 2019

## Válogatott publikációi

### Könyvek, könyvfejezetek, jegyzetek
- Csorba P. 1996: Tájökológia. Egyetemi jegyzet, Kossuth Egyetemi Kiadó, Debrecen, 113 p.
- Csorba, P. 2000. The transformation of landscape ecological structure following the land privatisation in Hungary after 1989. In: Ü. Mander – R.H.G. Jongman (Eds.) Consequences of Land Use Changes, Advances in Ecological Sciences 5, WIT Press
- Csorba, P. – Szabó, Sz. 2012: The Application of Landscape Indices in Landscape Ecology. In: Tiefenbacher J. (Ed.) Perspectives on Nature Conservation. Patterns, Pressures and Prospects. InTech / Rijeka, Croatia
- Csorba P. 2021: Magyarország kistájai. Meridián Táj- és Környezetföldrajzi Alapítvány Debrecen
- Csorba P. 2012: Tájföldrajz, In: Gábris Gy. (szerk.) Általános természetföldrajz II. kötet, Eötvös Kiadó, Budapest
- Csorba P. 2018: Tájak fejezetrészek Magyarország Nemzeti Atlasza Természeti Környezet, 2018: Kocsis K. (főszerk.), MTA CSFK Földrajztudományi Intézet, Budapest
- Csorba P.- Dávid Lóránt 2022: Tájszerkezet és tájtervezés. In: Molnár J.- Papp G. (szerk.) A Kárpát-medence földrajza. Természet, társadalom, gazdaság, néprajz. Termini Egyesület – II. Rákóczi Ferenc Kárpátaljai Magyar Főiskola Budapest–Beregszász

### Tanulmányok, cikkek
- Pinczés, Z.- Kerényi, A.- Marton-Erdős, K. - Csorba, P. 1987: Geoecological research methods and utilization of the results on the basis of investigations in Tokaj Mountains. Ekológia (CSSR), Vol. 6. No. 4.
- Csorba P. 1989: Tájstabilitás és ökogeográfiai stabilitás. Földrajzi Értesítő, 38. 3-4.
- Kerényi, A. - Csorba, P. 1989: The climatic sensitivity in the foothill areas of the North Hungarian Mountain Range. In: Landscape Ecological Impact of Climatic Change, Discussion report on: Fluvial Systems AgriculturalUniv. of Wageningen, The Netherlands,
- Csorba, P. 1991: Change of Land use - Change of Political and Economical System in Hungary. Proceedings of International Association for Landscape Ecology, Roskilde Univ. Centre, Denmark, Vol. 1.
- Csorba P. 1995: Tokaj-Hegyalja tájökológiai szerkezetének és geomofológiai adottságainak összehasonlítása. Földrajzi Értesítő, 44. 1-2. pp. 39-51.
- Csorba, P. 1996: Landscape ecological corridors on the East Foothills of the Tokaj Mountains (Hungary). Arbeiten aus dem Institut für Landschaftsökologie, WWU Münster, Band 2.
- Csorba P. 2002: Lehetőségek a tájképi érték monetáris kifejezésére. Tájökológiai Lapok, 1. 1. SZIE, Gödöllő.
- Csorba, P. 2008. Landscape ecological fragmentation of the small landscape units (Microregions) of Hungary based on the settlement network and traffic infrastructure. Ekológia (Bratislava) Vol. 27. No.1.
- Csorba P. 2010: A földrajzi tájakhoz fűződő identitástudat rétegei. Tájökológiai Lapok, 8. 1.
- Küster, H. – Csorba, P. - Kahl, T. – Sostaric, R. – Stadelbauer, J. 2010: „Machet euch die Erde untertan” Die Menschen in ihrer Auseinandersetzung mit der Natur. In: Wieser Enzyklopädie des Europäischen Ostens, Band 12. Wieser Verlag, Klagenfurt
- Csorba, P. – Mezősi, G. – Szépszó, G. – Blanka, V. – Meyer, B. – Vass, R. 2012: Analysis of Landscape geographic Impacts of Potential Climate Change in Hungary. Landscape and Environment, 6 (1).
- Csorba P. 2014: A tájszerkezet földrajzi értelmezése. A geographical interpretation of landscape structure. 4D Tájépítészeti és kertművészeti folyóirat. Journal of Landscape Architecture and Garden Art. 36. pp. 32-39.
- Csorba P. – Csatári B. 2017: Tájföldrajz és táji önazonosság. Magyar Tudomány, 2017. március
- Mester, T.; Benkhard, B.; Vasvári, M.; Csorba, P.; Kiss, E.; Balla, D.; Fazekas, I.; Csépes, E.; Barkat, A.; Szabó, Gy.; 2023: Hydrochemical assessment of the Kisköre Reservoir (Lake Tisza) and the impacts of water quality on tourism development. Water 15.1514

## Forrás
- https://mta.hu/koztestuleti_tagok?PersonId=12400
- https://doktori.hu/index.php?menuid=192&lang=HU&sz_ID=1078